# Cyrus Dallin
Cyrus Edwin Dallin (* 22. November 1861 in Springville, Utah; † 14. November 1944 in Arlington Heights, Massachusetts) war ein US-amerikanischer Bildhauer und Bogenschütze. Er war bekannt für seine heroischen Darstellungen indianischer Motive und historischer Persönlichkeiten.

## Leben
Cyrus Edwin Dallin wurde als Sohn von Thomas und Jane Hamer Dallin in einem Blockhaus in Springville, Utah, geboren – kurz nachdem seine Eltern die mormonische Kirche verlassen hatten. Schon in jungen Jahren zeigte er ein bemerkenswertes Talent fürs Modellieren mit Ton, das von seinen Mitbürgern erkannt und mit finanzieller Unterstützung bis nach Boston gefördert wurde. Dort begann er im Jahr 1880 seine Ausbildung beim Bildhauer Truman H. Bartlett und arbeitete auch in einer Terrakotta-Werkstatt.
Im späten 19. Jahrhundert unternahm Dallin zwei Studienaufenthalte in Paris. Zunächst besuchte er ab etwa 1888 die École des Beaux-Arts und die Académie Julian. Später, um 1897, arbeitete er bei Jean-Auguste Dampt. In Paris schuf er seine ersten bedeutenden Werke, erhielt Auszeichnungen und internationale Anerkennung.
1891 heiratete er die Schriftstellerin Vittoria Colonna Murray. Das Paar zog 1900 nach Arlington in Massachusetts, wo sie drei Söhne aufzogen und Dallin bis zu seinem Lebensende lebte. Ab etwa 1900 unterrichtete er über vier Jahrzehnte hinweg (bis 1941) an der Massachusetts Normal Art School (heute Massachusetts College of Art and Design) und prägte als Leiter des Fachbereichs Bildhauerei eine ganze Generation von Künstlern. Er engagierte sich auch als Fürsprecher der Rechte indigener Völker in den USA, insbesondere als Präsident der Massachusetts-Region der Eastern Association of Indian Affairs und als Berater des Algonquin Indian Council of New England. Kurz vor seinem 83. Geburtstag verstarb er am 14. November 1944 in seinem Haus in Arlington. Sein Leben wurde in einem unitarischen Gottesdienst gewürdigt. In Arlington sind das Museum sowie eine Schule nach ihm benannt.
Für die Stadt Boston errichtete er als Gewinner einer Ausschreibung ein Denkmal von Paul Revere. 1916 wurde er in die American Academy of Arts and Letters und 1933 in die American Academy of Arts and Sciences gewählt.
Cyrus Dallin gewann bei den Olympischen Spielen 1904 in St. Louis mit der Mannschaft, den Boston Archers, im inneramerikanischen Duell mit den Chicago Archers die Bronzemedaille in der Team American Round. In den Einzelwettbewerben belegte er den achten Platz in der Double American Round und den zehnten Rang in der Double York Round.

## Werk

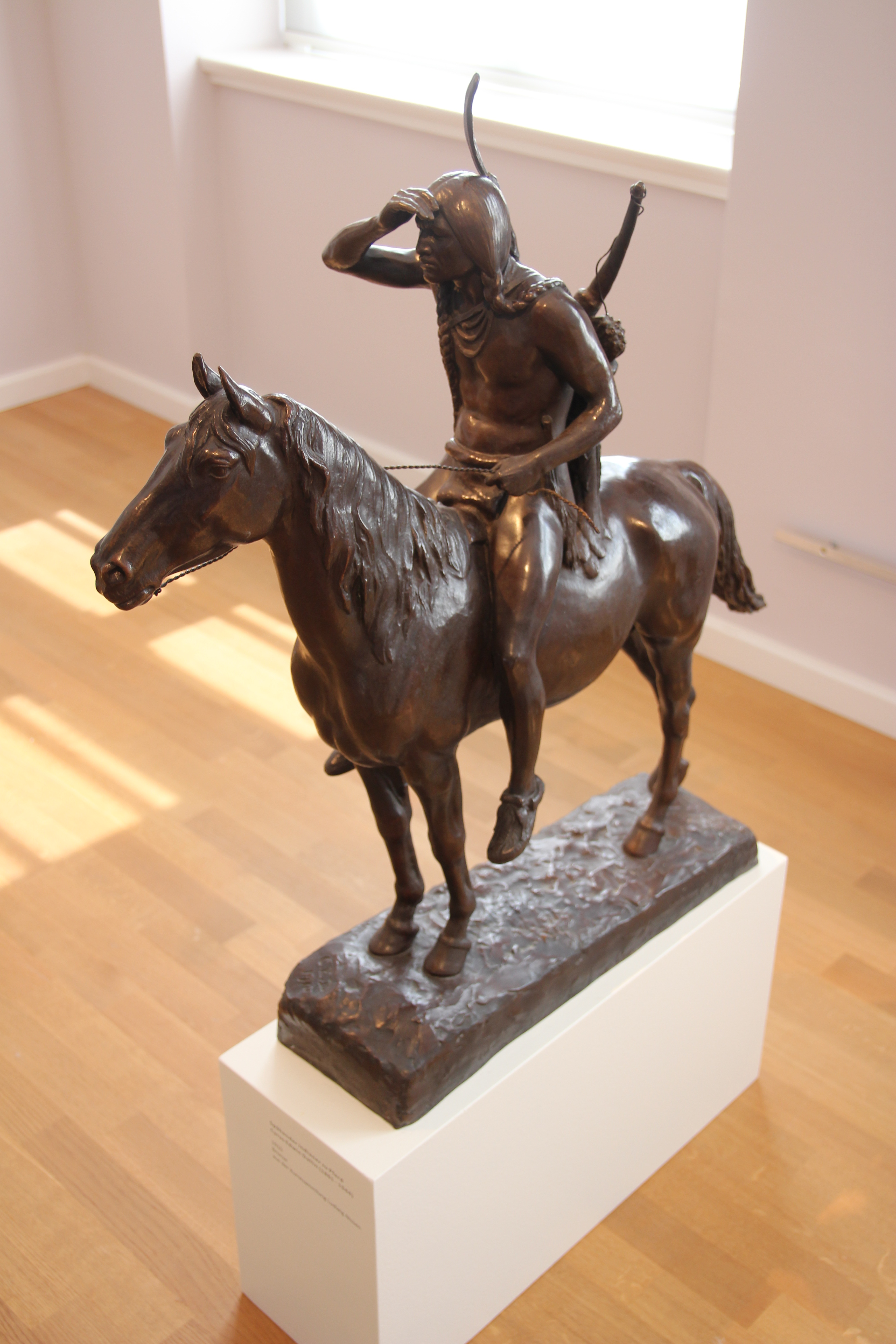
Cyrus Edwin Dallin: Spähender Indianer zu Pferde (Bronze, 1910). NordseeMuseum Husum (Nissen-Haus)

Cyrus Dallin schuf rund 250 Werke, darunter lebensgroße, sowie kleinere Skulpturen und Gipsabgüsse. Diese wurden in Städten im ganzen Land aufgestellt. Seine bekanntesten Themen sind indianische Reiterfiguren und historische Persönlichkeiten.
Ein erstes großes Thema war die Serie von Reiterstandbildern amerikanischer Indianer: Signal of Peace (Chicago, Lincoln Park, ca. 1890), Medicine Man (1899, Philadelphia), The Protest und insbesondere Appeal to the Great Spirit (1908/09, Boston vor dem Museum of Fine Arts) – letzteres gilt als sein populärster Beitrag und wurde vielfach abgegossen und reproduziert.
Parallel dazu entstanden Porträt- und Historienmonumente:
- Sir Isaac Newton für die Library of Congress in Washington
- Brigham Young Monument und Angel Moroni (1892–93) für den Salt Lake Temple
- Paul Revere Reiterstatue (Idee 1883, letzte Version 1939 fertiggestellt, enthüllt 1940 in Boston).
- Massasoit (Plymouth, 1920/21, Kopie vor dem Utah State Capitol), Menotomy Hunter (1911, Arlington, Massachusetts),
- Scout (1914, Kansas City) und viele weitere, darunter die
- Soldiers’ and Sailors’ Monumente (z. B., Syracuse)
- Signing of the Mayflower Compact (1922, Provincetown) und
- Passing of the Buffalo (1929, Muncie, Indiana).

Cyrus Dallins Stil verbindet naturalistische Detailtreue mit symbolischer Würde und Empathie für die dargestellten Personen. Besonders die indianischen Motive reflektieren Respekt, innere Vorstellungskraft und Dallins persönliches Engagement für indigene Rechte.